# Vallées en Champagne
Vallées en Champagne è un comune francese di nuova costituzione nell'Alta Francia, dipartimento del Aisne, arrondissement di Château-Thierry, costituito il 1º gennaio 2016 con la fusione dei comuni di Baulne-en-Brie, La Chapelle-Monthodon e Saint-Agnan.

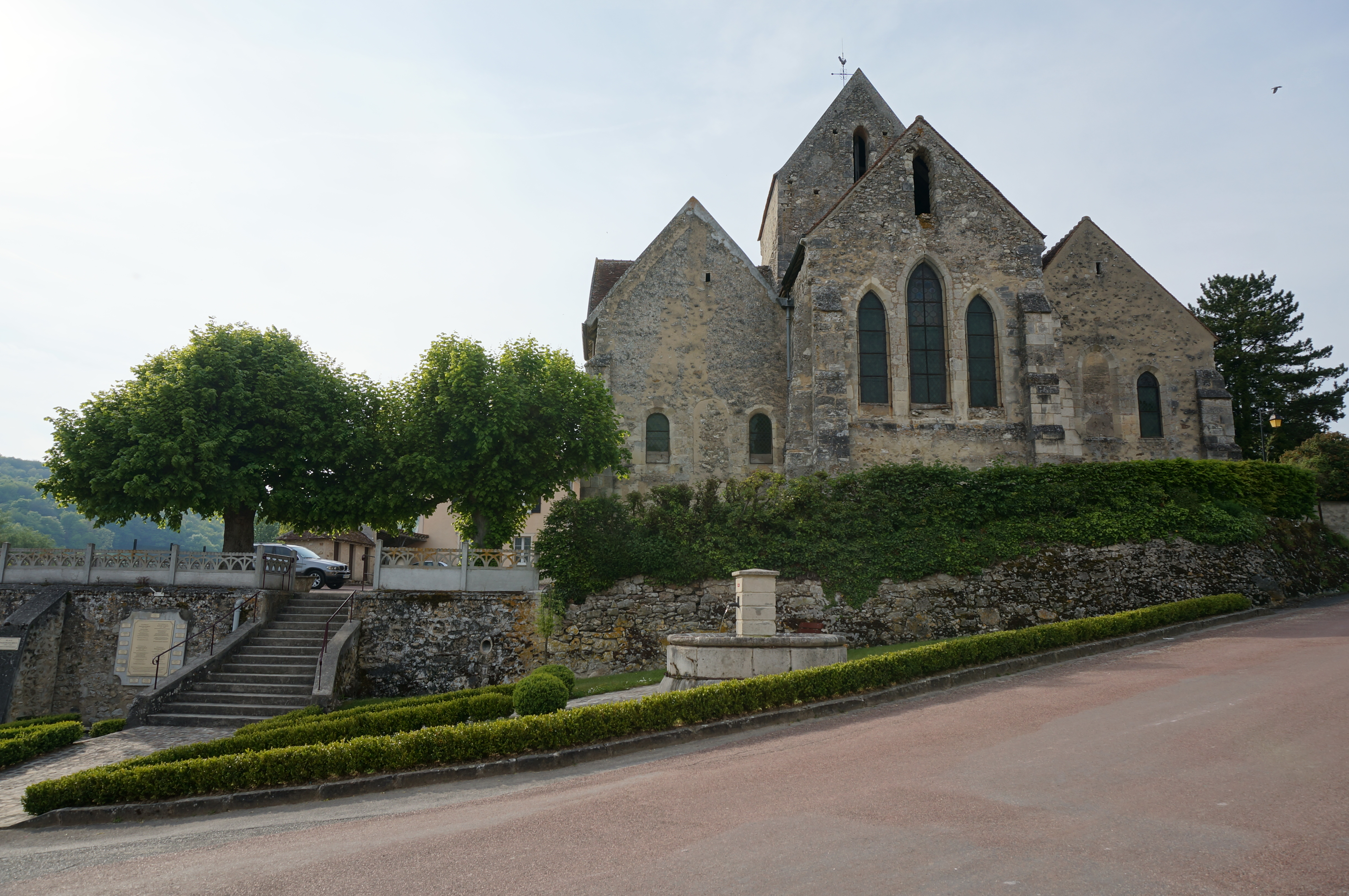
Chiesa di San Bartolomeo di Baulne.
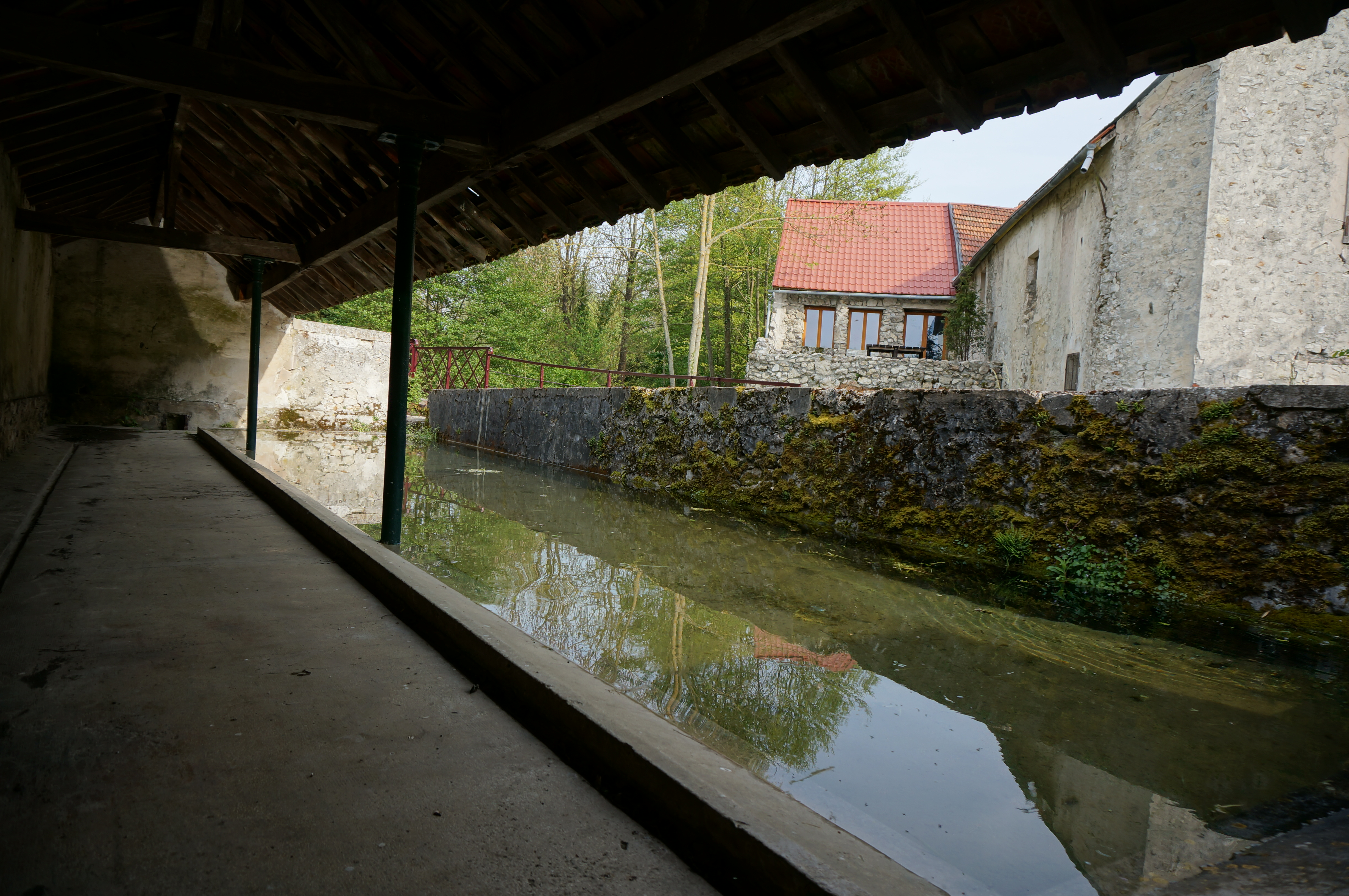
Lavatoio di Baulne.
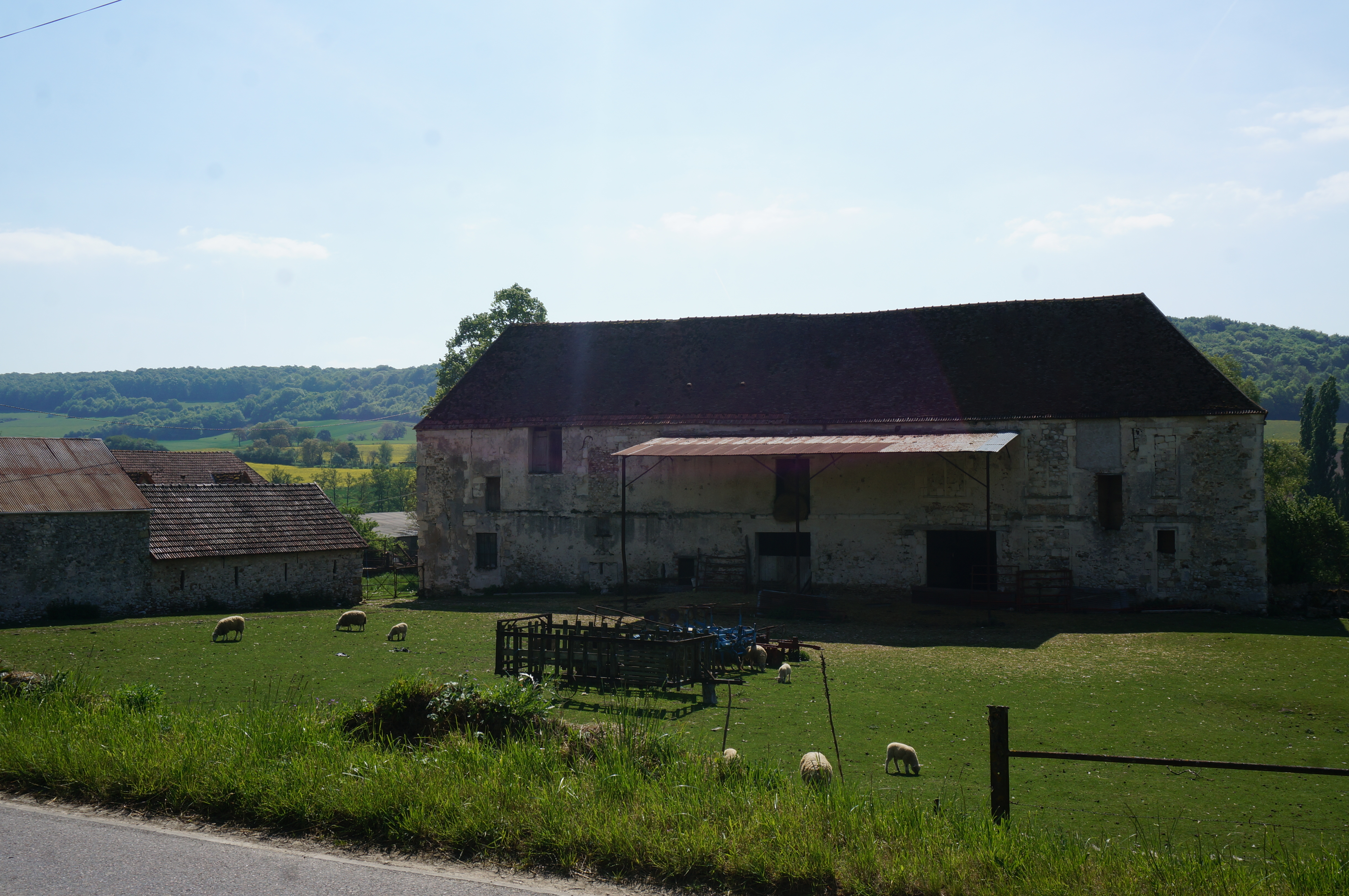
Antico fabbricato del "castello" di Saint-Agnanconverti.
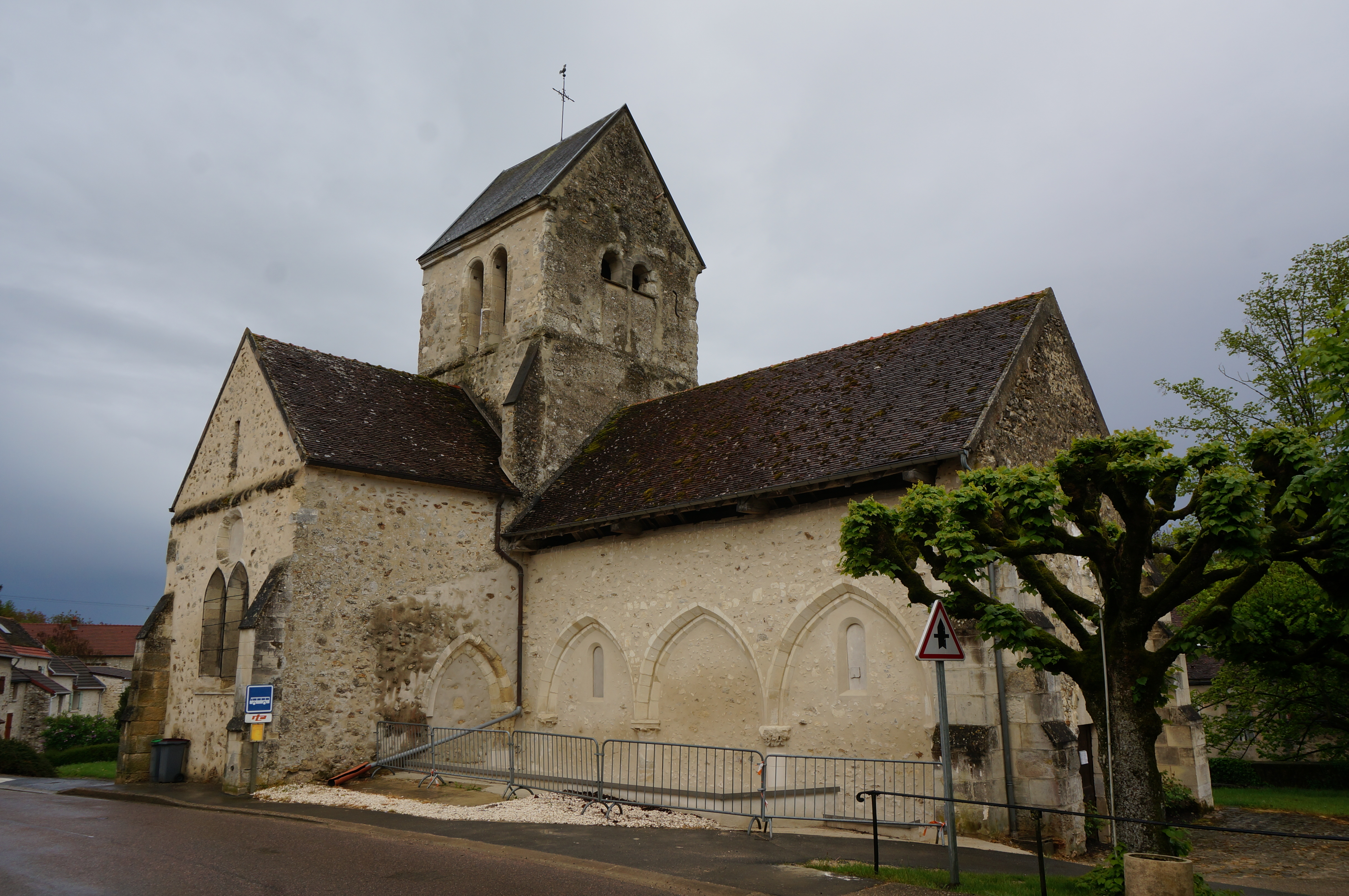
Chiesa di Saint-Agnan.